# Karl von Normann-Ehrenfels

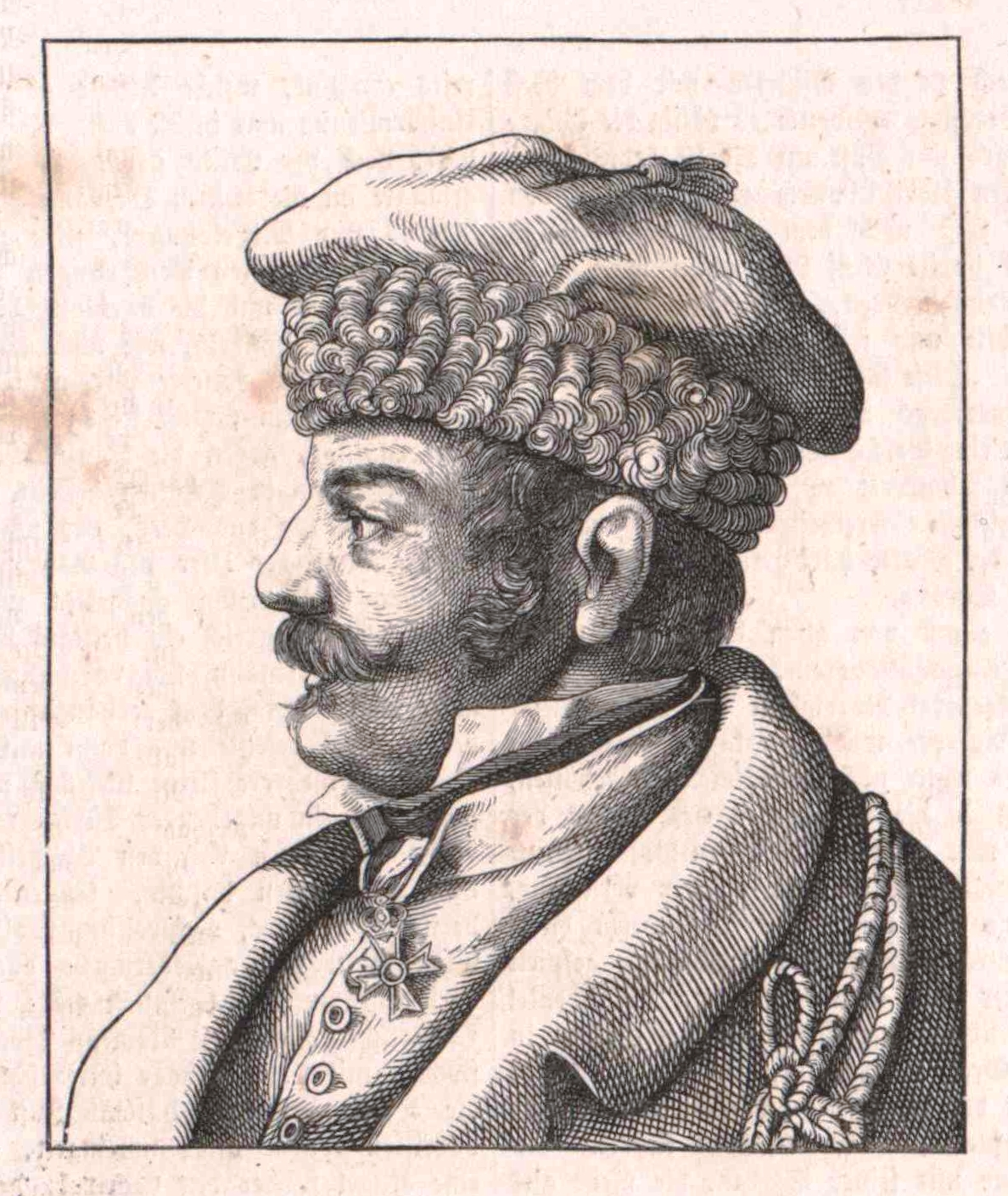
Karl von Normann-Ehrenfels

Karl Friedrich Lebrecht von Normann-Ehrenfels (* 14. September 1784 in Stuttgart, Herzogtum Württemberg; † 15. November 1822 in Mesolongi) war ein württembergischer Generalmajor. Er starb als Freiwilliger an der Spitze eines Philhellenen-Bataillons im griechischen Freiheitskampf.

## Leben
Karl von Normann war der zweite Sohn des württembergischen Ministers Philipp Christian von Normann-Ehrenfels (1756–1817) und dessen Ehefrau Franziska von Harling (1766–1819). Als Fünfzehnjähriger wurde er Kadett in einem österreichischen Kürassier-Regiment. 1803 trat er als Premierleutnant in die Württembergische Armee ein. 1806 nahm er an Napoleons Feldzug gegen Preußen teil. 1809 wurde er zum Oberstleutnant befördert und ein Jahr später zum Kommandeur des Leib-Chevauxlegers-Regiments ernannt, mit dem er 1812 am Russlandfeldzug Napoleons teilnahm. Nach Normanns Aufzeichnungen verlor das württembergische Kontingent dabei „15.000 Mann, 3.000 Pferde und 36 Kanonen“.
Nach der Rückkehr wurde Normann zum Generalmajor ernannt und mit der Errichtung zweier neuer Kavallerie-Regimenter beauftragt. Während der Völkerschlacht bei Leipzig trat Normann am 18. Oktober 1813 zu den Alliierten über (siehe auch: Brigade Normann).
Friedrich von Württemberg, der von Napoleon 1806 zum König erhoben worden war, wollte Normann für seinen Übertritt verhaften lassen. Daher kehrte Normann nicht nach Württemberg zurück, sondern ging nach Wien, wo er jedoch keine Anstellung fand. Erst 1816 wurde Normann dann Erzieher der Söhne des Landgrafen von Hessen-Philippsthal.
Nach Ausbruch des griechischen Aufstands gegen das Osmanische Reich ging Normann im Januar 1822 mit Gleichgesinnten über Marseille nach Morea. Dort schloss er sich Alexandros Mavrokordatos an und wurde dessen Generalstabschef. Er nahm am Gefecht bei Komboti und am 16. Juli 1822 an der Schlacht von Peta bei Arta teil. Normann wurde verwundet und starb wenig später am Typhus. Auf der hölzernen Säulentafel zum Gedenken an 280 in Griechenland gestorbene Philhellenen im Innern der katholischen Kirche von Nauplia wird Graf Normann zusammen mit Lord Byron besonders hervorgehoben. in Waldkirchen erinnert ein mit dem Jahr 1830 bezeichneter Steinobelisk an Graf von Normann-Ehrenfels; die gewundene Säule mit wulstartiger Basis und Kapitell im Wiesengrund am Saußbach steht unter Denkmalschutz.
Karl von Normann-Ehrenfels war verheiratet mit Frida von Orelli (* 17. November 1796; † 2. Januar 1863) aus Zürich und hatte mit ihr einen Sohn und eine Tochter, die 1851 den eidgenössischen Hauptmann Max Bürkly in Zürich heiratete.

## Die Schlacht von Peta

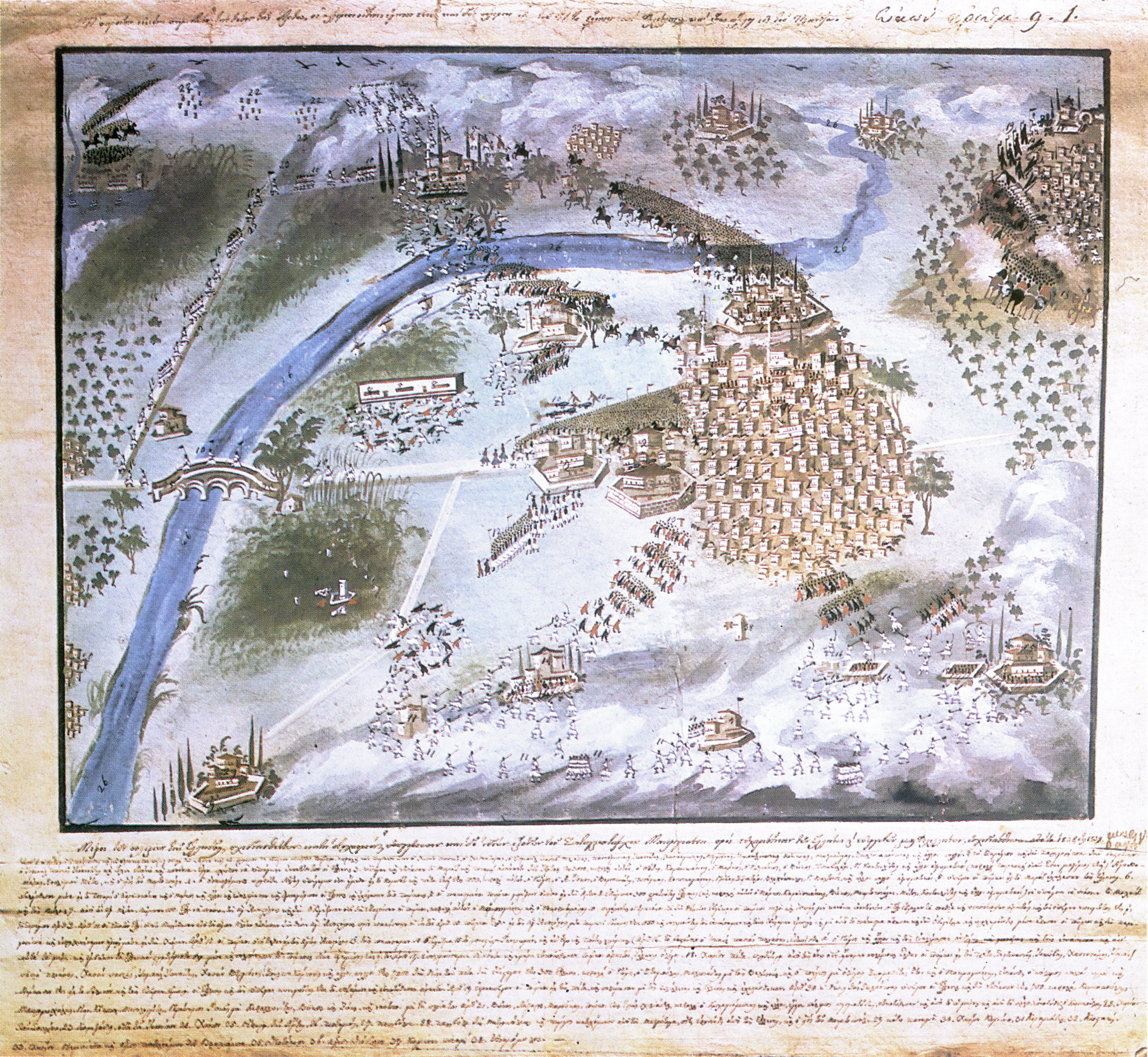